# Торита Тиберина
Торита Тиберина (итал. Torrita Tiberina) је насеље у Италији у округу Рим, региону Лацио.
Према процени из 2011. у насељу је живело 558 становника. Насеље се налази на надморској висини од 206 м.

## Становништво
Према резултатима пописа становништва 2011. у општини је живело 1.071 становника.
| 1931. | 1936. | 1951. | 1961. | 1971. | 1981. | 1991. | 2001. | 2011. |
| ----- | ----- | ----- | ----- | ----- | ----- | ----- | ----- | ----- |
| 751   | 879   | 1.139 | 1.019 | 755   | 709   | 830   | 932   | 1.071 |

## Партнерски градови
- Јаши